# Bijan Robinson
Bijan Robinson (Tucson, 30 gennaio 2002) è un giocatore di football americano statunitense che milita nel ruolo di running back per gli Atlanta Falcons della National Football League (NFL).

## Carriera universitaria
Robinson al college giocò a football con i Texas Longhorns dal 2020 al 2022. Nella prima stagione trovò immediatamente spazio, terminando con 704 yard corse e 4 touchdown su corsa. A fine anno fu premiato come miglior giocatore dell'Alamo Bowl dove corse 183 yard e un touchdown. Nella seconda stagione corse 1.127 yard e 11 touchdown, venendo inserito nella formazione ideale della Big 12 Conference. L'anno successivo fu premiato unanimemente come All-American e vinse il Doak Walker Award come miglior running back nel football universitario dopo avere corso 1.580 yard e 18 touchdown.

## Carriera professionistica
Robinson era considerato il miglior running back selezionabile nel Draft NFL 2023 e una scelta del primo giro. Il 27 aprile fu chiamato come ottavo assoluto dagli Atlanta Falcons. Debuttò come professionista partendo come titolare nella gara del primo turno vinta contro i Carolina Panthers in cui corse 53 yard e segnó un touchdown su ricezione. La settimana successiva corse 124 yard nella vittoria in rimonta sui Green Bay Packers. Nell'ottavo turno segnó il primo touchdown su corsa in carriera dopo uno sprint da 13 yard contro i Tennessee Titans.
Dopo polemiche sul suo scarso utilizzo in campo, nel decimo turno Robinson corse 95 yard e segnò un touchdown ma i Falcons uscirono sconfitti contro gli Arizona Cardinals. La sua prima stagione si chiuse con 976 yard corse, 4 touchdown su corsa e 4 su ricezione disputando tutte le 17 partite, 16 delle quali come titolare, venendo inserito nella formazione ideale dei rookie dalla Pro Football Writers of America.
Robinson disputó la prima gara della sua seconda stagione da oltre cento yard nel settimo turno, in cui ne corse 103 con un touchdown nella sconfitta contro i Seattle Seahawks. Nel decimo turno corse 116 yard e 2 touchdown nella sconfitta contro i New Orleans Saints. Nella settimana 13 corse 102 yard e un touchdown nella sconfitta con i Los Angeles Chargers. Nell'ultimo turno corse un nuovo primato personale di 170 yard e segnò due touchdown nella sconfitta ai tempi supplementari contro i Carolina Panthers. Chiuse l'annata al terzo posto della NFL con 1.456 yard corse e al quinto posto con 14 touchdown su corsa, venendo convocato per il suo primo Pro Bowl al posto di Saquon Barkley, impegnato nel Super Bowl LIX.

## Palmarès
- Convocazioni al Pro Bowl: 1

2024
- PFWA All-Rookie Team - 2023